# Artificial Heart
Artificial Heart ist eine finnische Metalcore-Band aus Tuusula, die 2008 gegründet wurde.

## Geschichte
Die Band wurde Ende 2008 gegründet. Im folgenden Jahr stieß Matias Jyläskoski als Sänger hinzu. Im Juli 2010 schloss sich unter dem Namen Deliverance eine erste EP an, der im April 2011 eine zweite mit dem Titel Broken Bones & Buried Dreams folgte. Kurz nach dem Erscheinen der ersten EP konnte die Gruppe sowohl inner- als auch außerhalb Finnlands Aufmerksamkeit erreichen. Im Winter 2010/2011 wurde die Band aus 250 Gruppen in das Finale des Wettbewerbs Suomi Metal Star 2011, der von Century Media ausgerufen worden war, gewählt. Am 1. Juli fungierte Artificial Art als Vorgruppe für August Burns Red im Nosturi in Helsinki. Im September 2011 nahm die Band die Lieder My Confession und Our Conclusion im Ansa Studio auf. Im Jahr 2012 war die Gruppe auf der Finnish Metal Expo zu sehen. 2013 wurde über Spinefarm Records das Debütalbum A Heart Once Lost veröffentlicht.

## Diskografie
- 2010: Deliverance (EP, Eigenveröffentlichung)
- 2011: Broken Bones & Buried Dreams (EP, Eigenveröffentlichung)
- 2013: A Heart Once Lost (Album, Spinefarm Records)